# 巴特 (埃及神话)

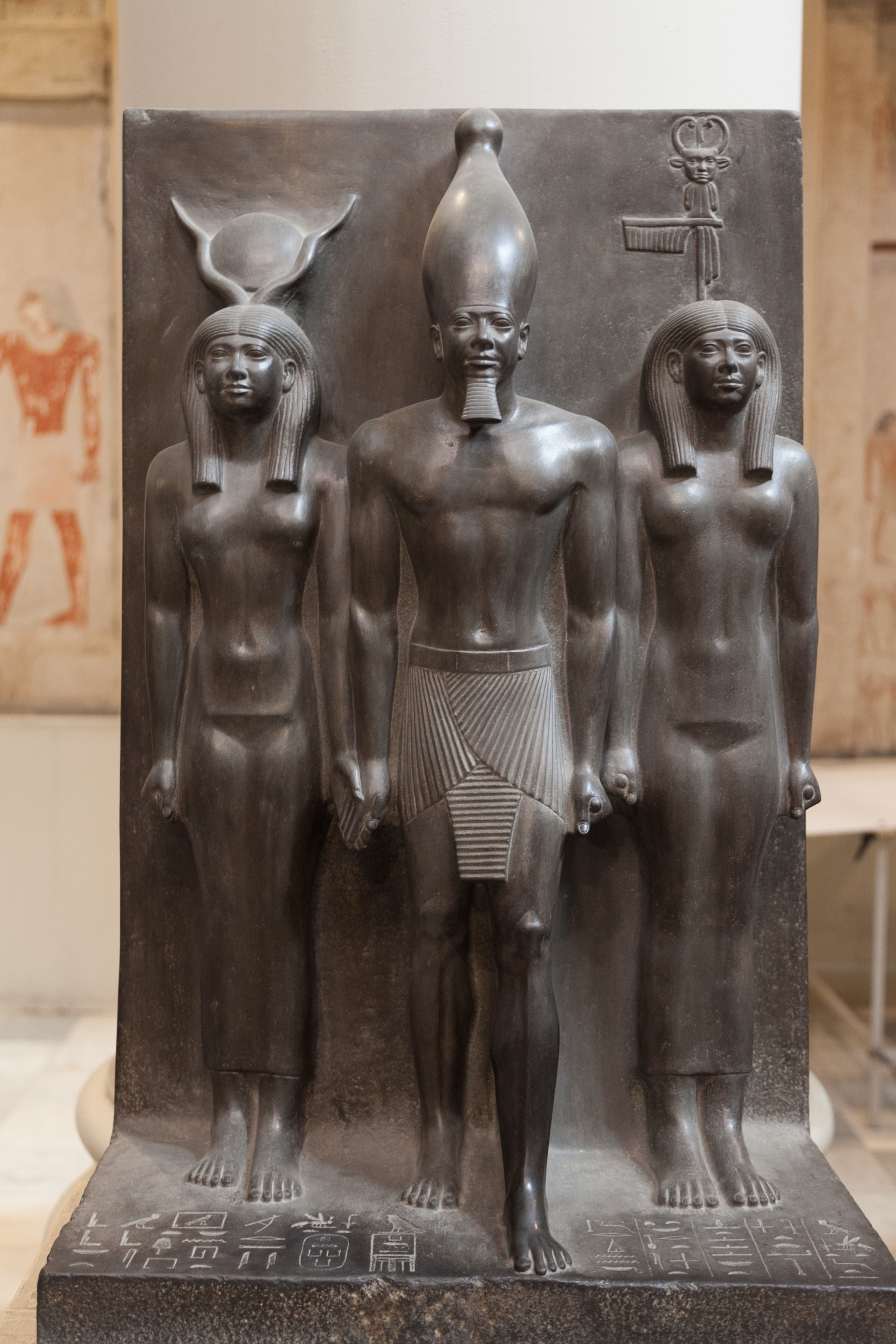
古埃及第四王朝法老孟卡拉像与两侧哈索尔女神（左）和巴特女神（右），巴特所戴头冠为叉铃样式。

巴特（Bat）是埃及神话中的母牛女神，其典型形象为拥有牛角和牛耳的女性面孔。
巴特崇拜的起源可能能追溯到旧石器时代晚期埃及地区的牧牛传统。在古埃及文化中，巴特崇拜与宗教仪式演奏中所用的叉铃（英语：Sistrum）有着密切的关联。巴特崇拜的中心被称为“叉铃之宫”，亦有许多叉铃以巴特形象作为装饰。
在埃及神话中，巴特与哈索尔女神的形象十分相似。哈索尔崇拜的中心是上埃及的第六诺姆，与崇拜巴特的第七诺姆接壤。这或许意味着两者在史前时期曾经同源。到埃及中王国时期，巴特崇拜又融入了哈索尔崇拜之中。